# Seznam zápasů uruguayské fotbalové reprezentace na MS
Uruguayská fotbalová reprezentace byla celkem 14x na mistrovstvích světa ve fotbale a to v roce 1930, 1950, 1954, 1962, 1966, 1970, 1974, 1986, 1990, 2002, 2010, 2014, 2018, 2022.
- Aktualizace po MS 2022 - Počet utkání - 59 - Vítězství - 26x - Remízy - 12x - Prohry - 21x

| Číslo | Soupeř                | Výsledek                | MS      | Fáze turnaje       | Góly Uruguaye                                                                             |
| ----- | --------------------- | ----------------------- | ------- | ------------------ | ----------------------------------------------------------------------------------------- |
| 1.    | Peru                  | 1 – 0                   | MS 1930 | základní skupina 2 | Héctor Castro                                                                             |
| 2.    | Rumunsko              | 4 – 0                   | MS 1930 | základní skupina 2 | Pablo Dorado, Héctor Scarone, Peregrino Anselmo, Pedro Cea                                |
| 3.    | Jugoslávie            | 6 – 1                   | MS 1930 | semifinále         | Pedro Cea (3), Peregrino Anselmo (2), Santos Iriarte                                      |
| 4.    | Argentina             | 4 – 2                   | MS 1930 | finále             | Pablo Dorado, Pedro Cea, Santos Iriarte, Héctor Castro                                    |
| 5.    | Bolívie               | 8 – 0                   | MS 1950 | základní skupina 4 | Oscar Míguez (3), Juan Alberto Schiaffino (2), Ernesto Vidal, Julio Perez Alcides Ghiggia |
| 6.    | Španělsko             | 2 – 2                   | MS 1950 | finálová skupina   | Alcides Ghiggia, Obdulio Varela                                                           |
| 7.    | Švédsko               | 3 – 2                   | MS 1950 | finálová skupina   | Alcides Ghiggia, Oscar Míguez (2)                                                         |
| 8.    | Brazílie              | 2 – 1                   | MS 1950 | finálová skupina   | Juan Alberto Schiaffino, Alcides Ghiggia                                                  |
| 9.    | Československo        | 2 – 0                   | MS 1954 | základní skupina C | Oscar Míguez, Juan Alberto Schiaffino                                                     |
| 10.   | Skotsko               | 7 – 0                   | MS 1954 | základní skupina C | Carlos Borges (3), Oscar Míguez (2), Julio Abbadie (2)                                    |
| 11.   | Anglie                | 4 – 2                   | MS 1954 | čtvrtfinále        | Carlos Borges, Obdulio Varela, Juan Alberto Schiaffino, Javier Ambrois                    |
| 12.   | Maďarsko              | 2 – 4 (PP)              | MS 1954 | semifinále         | Juan Hohberg (2)                                                                          |
| 13.   | Rakousko              | 1 – 3                   | MS 1954 | o 3. místo         | Juan Hohberg                                                                              |
| 14.   | Kolumbie              | 2 – 1                   | MS 1962 | základní skupina A | José Sasía, Luis Cubilla                                                                  |
| 15.   | Jugoslávie            | 1 – 3                   | MS 1962 | základní skupina A | Ángel Cabrera                                                                             |
| 16.   | Sovětský svaz         | 1 – 2                   | MS 1962 | základní skupina A | José Sasía                                                                                |
| 17.   | Anglie                | 0 – 0                   | MS 1966 | základní skupina A | Ne                                                                                        |
| 18.   | Francie               | 2 – 1                   | MS 1966 | základní skupina A | Pedro Rocha, Julio César Cortés                                                           |
| 19.   | Mexiko                | 0 – 0                   | MS 1966 | základní skupina A | Ne                                                                                        |
| 20.   | SRN                   | 0 – 4                   | MS 1966 | čtvrtfinále        | Ne                                                                                        |
| 21.   | Izrael                | 2 – 0                   | MS 1970 | základní skupina B | Ildo Maneiro, Juan Mujica                                                                 |
| 22.   | Itálie                | 0 – 0                   | MS 1970 | základní skupina B | Ne                                                                                        |
| 23.   | Švédsko               | 0 – 1                   | MS 1970 | základní skupina B | Ne                                                                                        |
| 24.   | Sovětský svaz         | 1 – 0                   | MS 1970 | čtvrtfinále        | Víctor Espárrago                                                                          |
| 25.   | Brazílie              | 1 – 3                   | MS 1970 | semifinále         | Luis Cubilla                                                                              |
| 26.   | SRN                   | 0 – 1                   | MS 1970 | o 3. místo         | Ne                                                                                        |
| 27.   | Nizozemsko            | 0 – 2                   | MS 1974 | základní skupina 3 | Ne                                                                                        |
| 28.   | Bulharsko             | 1 – 1                   | MS 1974 | základní skupina 3 | Ricardo Pavoni                                                                            |
| 29.   | Švédsko               | 0 – 3                   | MS 1974 | základní skupina 3 | Ne                                                                                        |
| 30.   | SRN                   | 1 – 1                   | MS 1986 | základní skupina E | Antonio Alzamendi                                                                         |
| 31.   | Dánsko                | 1 – 6                   | MS 1986 | základní skupina E | Enzo Francescoli                                                                          |
| 32.   | Skotsko               | 0 – 0                   | MS 1986 | základní skupina E | Ne                                                                                        |
| 33.   | Argentina             | 0 – 1                   | MS 1986 | osmifinále         | Ne                                                                                        |
| 34.   | Španělsko             | 0 – 0                   | MS 1990 | základní skupina E | Ne                                                                                        |
| 35.   | Belgie                | 1 – 3                   | MS 1990 | základní skupina E | Pablo Bengoechea                                                                          |
| 36.   | Jižní Korea           | 1 – 0                   | MS 1990 | základní skupina E | Daniel Fonseca                                                                            |
| 37.   | Itálie                | 0 – 2                   | MS 1990 | osmifinále         | Ne                                                                                        |
| 38.   | Dánsko                | 1 – 2                   | MS 2002 | základní skupina A | Darío Rodríguez                                                                           |
| 39.   | Francie               | 0 – 0                   | MS 2002 | základní skupina A | Ne                                                                                        |
| 40.   | Senegal               | 3 – 3                   | MS 2002 | základní skupina A | Richard Morales, Diego Forlán, Álvaro Recoba (penalta)                                    |
| 41.   | Francie               | 0 – 0                   | MS 2010 | základní skupina A | Ne                                                                                        |
| 42.   | Jihoafrická republika | 3 – 0                   | MS 2010 | základní skupina A | Diego Forlán (1 + 1 penalta), Álvaro Pereira                                              |
| 43.   | Mexiko                | 1 – 0                   | MS 2010 | základní skupina A | Luis Suárez                                                                               |
| 44.   | Jižní Korea           | 2 – 1                   | MS 2010 | osmifinále         | Luis Suárez (2)                                                                           |
| 45.   | Ghana                 | 1 – 1 (PP) (pen. 4 - 2) | MS 2010 | čtvrtfinále        | Diego Forlán penalty: Diego Forlán, Mauricio Victorino, Andrés Scotti, Sebastián Abreu    |
| 46.   | Nizozemsko            | 2 – 3                   | MS 2010 | semifinále         | Diego Forlán, Maximiliano Pereira                                                         |
| 47.   | Německo               | 2 – 3                   | MS 2010 | o 3. místo         | Edinson Cavani, Diego Forlán                                                              |
| 48.   | Chorvatsko            | 1 – 3                   | MS 2014 | základní skupina D | Edinson Cavani                                                                            |
| 49.   | Anglie                | 2 – 1                   | MS 2014 | základní skupina D | Luis Suárez (2)                                                                           |
| 50.   | Itálie                | 1 – 0                   | MS 2014 | základní skupina D | Diego Godín                                                                               |
| 51.   | Kolumbie              | 0 – 2                   | MS 2014 | osmifinále         | Ne                                                                                        |
| 52.   | Egypt                 | 1 – 0                   | MS 2018 | základní skupina A | José María Giménez                                                                        |
| 53.   | Saúdská Arábie        | 1 – 0                   | MS 2018 | základní skupina A | Luis Suárez                                                                               |
| 54.   | Rusko                 | 3 – 0                   | MS 2018 | základní skupina A | Luis Suárez, Edinson Cavani, Děnis Čeryšev (vlastní gol Ruska)                            |
| 55.   | Portugalsko           | 2 – 1                   | MS 2018 | osmifinále         | 2x Edinson Cavani                                                                         |
| 56.   | Francie               | 0 – 2                   | MS 2018 | čtvrtfinále        | Ne                                                                                        |
| 57.   | Jižní Korea           | 0 – 0                   | MS 2022 | základní skupina H | Ne                                                                                        |
| 58.   | Portugalsko           | 0 – 2                   | MS 2022 | základní skupina H | Ne                                                                                        |
| 59.   | Ghana                 | 2 – 0                   | MS 2022 | základní skupina H | 2x Giorgian de Arrascaeta                                                                 |